# Osman Waqialla
Osman Waqialla (en árabe: عثمان وقيع الله‎, Rufa'a, Gezira, 1925-4 de enero de 2007 ) fue un calígrafo sudanés.
Nacido en las márgenes del Nilo Azul, estudió en el Gordon Memorial College de Jartún y el Camberwell College of Arts de Londres. Más tarde se formó en Egipto con el maestro calígrafo Sayyid Muhammed Ibrahim
De vuelta a Sudán en los 1950 trabajó como profesor y más tarde para De La Rue en el Reino Unido.
Regresó a Sudán en 2005 donde falleció de malaria con 81 años, le sobrevivieron su tercera esposa Zhara, una calígrafa china, sus dos hijas y un hijo de su primer matrimonio.